# Stu Hamer
Stuart „Stu“ Hamer (* 8. Oktober 1934 in Liverpool; † 7. Dezember 2014) war ein britischer Jazzmusiker (Trompete, später Piano).

## Leben und Wirken
Hamer, dessen Familie den Tanzpalast Grafton Rooms betrieb, in dem auch das Duke Ellington Orchestra auftrat (1963 auch The Beatles), hatte zusammen mit seinen Brüdern George und Ian Hamer hatte er erste Auftritte in der Band seiner Mutter. 1957 zog er nach Deutschland, wo er zunächst bei Roland Kovac spielte (Auftritt auf dem Deutschen Jazzfestival 1958). 1959 gehörte er wie Albert Mangelsdorff und Oscar Pettiford zu den German All Stars und ersetzte Dusko Goykovich im hr-Jazzensemble. Auch trat er mit Ella Fitzgerald und Oscar Peterson auf. 1961 arbeitete er in München und Essen mit der Anglo-Swedish Jazz 5. In den nächsten Jahren war er in Schweden tätig, wo er in den Bands von Putte Wickman, Leif Asps, Povel Ramel und der von George Russell geleiteten Emanon Big Band zu hören war. Dann begleitete er – wieder in Großbritannien – mit Cyril Stapleton durchreisende Stars wie Sammy Davis Jr. und schloss sich 1966 Joe Harriott an, mit dessen Indo-Jazz Stars er in Europa auftrat. Ende der 1960er ging er mit Dizzy Gillespies Reunion Big Band und J. J. Johnson auf Tournee; danach konzentrierte er sich aufs das Komponieren. Erst 1982 trat er wieder als Trompeter in Erscheinung, sowohl mit eigener Band als auch mit der High Life International Band aus Ghana, mit der er auf mehreren Alben zu hören ist. Er konzentrierte sich nun auf afrikanische Musik und lebte für einige Zeit in Afrika, bevor er zweimal in Kanada mit Native Spirit auf Tournee ging. Er trat auch in London mit afrikanischen Musikern auf, bevor er in den späten 1980er Jahren aus gesundheitlichen Gründen zum Piano wechselte und sich wieder aufs Schreiben von Songs konzentrierte.

## Diskographische Hinweise
- Jazz Legacy Baden Baden Unreleased Radio Tapes: The Concert 23. 6. 1958 (Delta, mit Willie Dennis, Adi Feuerstein, Gerd Husemann, Zoot Sims, Hans Koller, Helmut Brandt, Roland Kovac, Lasser Werner, Peter Trunk, Kenny Clarke)
- Ronnie Ross Big Band Old Friends & New Faces from Britain (1966)
- Joe Harriott Swings High (Melodisc 1967, mit Pat Smythe, Coleridge Goode, Phil Seamen)
- The Greatest Little Soul Band in the Land – J.J. Jackson (1969)